# Équipe de Taipei chinois de football
Cet article traite de l'équipe masculine. Pour l'équipe féminine, voir Équipe de Taipei chinois féminine de football.
Maillots
Actualités
L'équipe de Taipei chinois de football (dénommée équipe de la république de Chine jusqu'en 1979) est une sélection des meilleurs joueurs taïwanais sous l'égide de la Fédération de Taipei chinois de football. Elle est officiellement nommée auprès de la FIFA « Taipei chinois ». Mais en chinois, elle porte toujours officiellement le nom d'"équipe nationale masculine de football de république de Chine" (en chinois : 中華民國國家男子足球代表隊)

## Historique

### Les premiers matchs de la république de Chine (1913-1949)

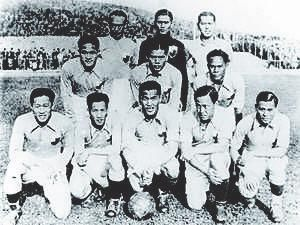
Équipe olympique en 1936

Le tout premier match international de la Chine s'est tenu grâce au sportif américain Elwood Brown (en), président de la Philippine Athletic Association, qui a proposé la création des Jeux olympiques orientaux, une compétition multisport à l'image des Jeux olympiques, précurseurs des Jeux asiatiques. La république de Chine est invitée à participer aux premiers Jeux de 1913 tenus aux Philippines. En football, il est décidé que l'équipe du Chine du Sud FC, vainqueur lors des Jeux nationaux de Chine de 1910, aurait l'honneur de représenter le pays. Le fondateur et entraîneur du club, Mok Hing (en chinois 莫慶) devient ainsi le premier entraîneur de la Chine et le 4 février 1913, lors de l'unique match du tournoi organisé à Manille, la Chine dispute son premier match international (défaite 2-1).
Les troubles politiques de la révolution Xinhai qui ont entravé la participation de la Chine au premier tournoi n'ont pas empêché Shanghai de devenir la ville hôte des Jeux de 1915, renommées Jeux de l'Extrême-Orient. Une fois de plus, la Chine du Sud FC représente la nation. Cette fois, lors d'une rencontre en deux matchs contre les Philippines, la Chine remporte le premier match 1-0, puis fait match nul 0-0 lui permettant de remporter son tout premier tournoi. Les jeux étant le premier et le seul tournoi de football régional pour les équipes nationales (en dehors du British Home Championship en Grande-Bretagne), la Chine a cherché à s'imposer comme une puissance régionale, et remporte les huit éditions suivantes.
La Fédération de Chine de football est fondée en 1924. Elle est affiliée à la FIFA depuis 1931. Avec ces fondations en place, la Chine a cherché à s'établir sur la scène internationale et se retrouve être avec le Japon les premières équipes asiatiques à participer au tournoi de football des Jeux olympiques d'été lors de l'édition de 1936 en Allemagne. Lors du tournoi, la Chine est éliminée lors de son premier match en huitièmes de finale par la Grande-Bretagne (2-0) le 6 août 1936.
Le 7 juillet 1937, la seconde guerre sino-japonaise a officiellement éclaté, rompant les relations entre la Chine et le Japon, déjà détériorées par l'invasion de la Mandchourie et la Guerre de Shanghai. Les Jeux de l'Extrême-Orient 1938, initialement organisés au Japon en 1938, sont par la suite annulés. En 1940, le Japon organise son propre tournoi à l'occasion du 2600e anniversaire de l'Empire japonais, qui comprenait les États satellites du Japon du Mandchoukouo et le régime de Nankin. A la fin de la guerre, le 9 septembre 1945, la Chine s'est de nouveau tournée vers les Jeux olympiques pour une reconnaissance internationale. Le 2 août 1948, la Chine a participé aux Jeux de Londres de 1948 où elle a de nouveau été éliminée lors des huitièmes de finale, cette fois par la Turquie (4-0). Au retour des joueurs, la guerre civile chinoise avait débuté entre nationalistes et communistes. L'équipe de Chine est à partir de 1949 divisée entre l'équipe de la république populaire de Chine et l'équipe de la république de Chine (rebaptisée plus tard équipe du Taipei chinois à partir de 1979).

### L'équipe de Taiwan (depuis 1949)
La Fédération de Taipei chinois de football issue de la relocalisation sur Taïwan en 1949 d'une partie de la Fédération chinoise, créée en 1924. Affiliée à la FIFA en 1932 en tant que Chine, elle la rejoint en 1954, tout d'abord sous le nom de Taïwan, puis république de Chine, pour finalement Taipei chinois ou Chinese Taipei.
La meilleure performance de l'équipe reste, alors qu'ils jouaient sous le nom de l'île les accueillant, leur troisième place à l'issue de la Coupe d'Asie des nations de 1960. Pourtant, la majorité des joueurs de l'équipe venaient à l'origine de Hong Kong, étant donné que la réputation de l'équipe de Hong Kong de football n'était pas aussi fameuse à l'époque que son homologue taïwanaise.
En raison du conflit politique avec la Chine, l'équipe taïwanaise prenait part de 1975 à 1989 aux qualifications de la Coupe du monde dans le cadre de l'OFC et non de l'AFC.

### La question chinoise
En raison d'une relation extrêmement complexe avec la Chine sur le statut de Taïwan, l'équipe évolue sous le nom de Chinese Taipei ou Taipei chinois, plutôt que sous le nom de Taïwan ou république de Chine.

## Sélection actuelle
Les joueurs suivants ont été appelés pour disputer les éliminatoires de la Coupe d'Asie des nations de football 2023 contre l'Indonésie.
Gardiens
- Shih Shin-an
- Chiu Yu-hung
- Huang Chiu-lin

Défenseurs
- Hsieh Peng-long
- Chen Ting-yang
- Liang Meng-hsin
- Wu Yen-shu
- Lin Cheng-yi

Milieux
- Cheng Hao
- Emilio Estevez-Tsaï
- Hsu Yi
- Lin Chang-lun
- Hsu Heng-pin

Attaquants
- Lin Ming-wei
- Li Mao
- Wu Chun-ching
- Ko Yu-ting
- Li Hsiang-wei

## Stades
La plupart des matchs à domicile de l'équipe étaient joués au Chungshan Soccer Stadium de Taipei, qui est désormais fermé depuis 2008. Sa capacité était à peine de 20 000 places.
Il n'y a pas aujourd'hui de stade spécialement attitré aux confrontations de l'équipe nationale. Les qualifications pour l'AFC Challenge Cup 2012 en février 2011 se sont joués au stade national de Kaohsiung, tandis que les qualifications pour la Coupe du monde 2014 de juin 2011 se sont déroulées dans l'enceinte du stade municipal de Taipei.

## Classement FIFA
| Année              | 1993 | 1994 | 1995 | 1996 | 1997 | 1998 | 1999 | 2000 | 2001 | 2002 | 2003 | 2004 | 2005 | 2006 | 2007 | 2008 | 2009 | 2010 | 2011 | 2012 | 2013 | 2014 | 2015 | 2016 | 2017 | 2018 | 2019 | 2020 | 2021 | 2022 | 2023 | 2024 |
| ------------------ | ---- | ---- | ---- | ---- | ---- | ---- | ---- | ---- | ---- | ---- | ---- | ---- | ---- | ---- | ---- | ---- | ---- | ---- | ---- | ---- | ---- | ---- | ---- | ---- | ---- | ---- | ---- | ---- | ---- | ---- | ---- | ---- |
| Classement mondial | 161  | 170  | 178  | 174  | 154  | 169  | 174  | 162  | 170  | 166  | 150  | 155  | 156  | 166  | 169  | 167  | 162  | 153  | 167  | 169  | 167  | 182  | 182  | 157  | 135  | 124  | 138  | 138  | 158  | 157  | 154  | 165  |

## Palmarès

### Parcours enCoupe du monde
| Année | Position     |      | Année             | Position |                   | Année | Position |
| 1930  | Non inscrite | 1974 | Non inscrite      | 2010     | Tour préliminaire |       |          |
| 1934  | Non inscrite | 1978 | Tour préliminaire | 2014     | Tour préliminaire |       |          |
| 1938  | Non inscrite | 1982 | Tour préliminaire | 2018     | Tour préliminaire |       |          |
| 1950  | Non inscrite | 1986 | Tour préliminaire | 2022     | Tour préliminaire |       |          |
| 1954  | Forfait      | 1990 | Tour préliminaire | 2026     | Tour préliminaire |       |          |
| 1958  | Forfait      | 1994 | Tour préliminaire | 2030     | À venir           |       |          |
| 1962  | Non inscrite | 1998 | Tour préliminaire | 2034     | À venir           |       |          |
| 1966  | Non inscrite | 2002 | Tour préliminaire |          |                   |       |          |
| 1970  | Non inscrite | 2006 | Tour préliminaire |          |                   |       |          |

### Parcours enCoupe d'Asie
| Année | Position          |      | Année             | Position |                        | Année | Position |
| 1956  | Tour préliminaire | 1984 | Non inscrite      | 2011     | Tour préliminaire      |       |          |
| 1960  | 3e                | 1988 | Non inscrite      | 2015     | Tour préliminaire      |       |          |
| 1964  | Non inscrite      | 1992 | Tour préliminaire | 2019     | Tour préliminaire      |       |          |
| 1968  | 4e                | 1996 | Tour préliminaire | 2023     | Tour préliminaire      |       |          |
| 1972  | Non inscrite      | 2000 | Tour préliminaire | 2027     | Éliminatoires en cours |       |          |
| 1976  | Non inscrite      | 2004 | Tour préliminaire |          |                        |       |          |
| 1980  | Non inscrite      | 2007 | Tour préliminaire |          |                        |       |          |

### Parcours enCoupe d'Asie de l'Est
- 2003 : Tour préliminaire
- 2005 : Tour préliminaire
- 2008 : Tour préliminaire
- 2010 : Tour préliminaire
- 2013 : Tour préliminaire
- 2015 : Tour préliminaire
- 2017 : Tour préliminaire
- 2019 : Tour préliminaire
- 2022 : Tour préliminaire
- 2025 : Tour préliminaire

## Sélectionneurs
| Saisons                         | Sélectionneur             |
| ------------------------------- | ------------------------- |
| 1954-1958                       | Lee Wai Tong              |
| 1966                            | Ho Jing-fan               |
| 1967                            | Heoi Ging-jin             |
| 1967-1968                       | Bao Ging-jin              |
| 1977-1981                       | Law Pak                   |
| 1981-1985                       | Chiang Chia               |
| 1985-1988                       | Lo Chih-Tsung             |
| 1988-1993                       | Huang Jen-cheng           |
| 1994-2000                       | Chiang Mu-tsai            |
| 2000-2001                       | Huang Jen-cheng           |
| 2001-2005                       | Lee Po-houng              |
| 2005                            | Dido                      |
| 2005-2007                       | Toshiaki Imai             |
| 2008-2009                       | Chen Sing-an              |
| 2009-2011                       | Lo Chih-tsung             |
| 2011                            | Lee Tae-ho                |
| 2012                            | Chiang Mu-tsai            |
| 2013 - mars 2016                | Chen Kueï-jen             |
| mai 2016 - octobre 2016         | Toshiaki Imaï             |
| novembre 2016 - août 2017       | Kuroda Kazuo              |
| septembre 2017 - septembre 2018 | Gary White                |
| janvier 2019 - février 2020     | Louis Lancaster           |
| février 2020 - 2021             | Vom Ca-nhum               |
| 2021                            | Yeh Hsien-chung (intérim) |
| 2022-2023                       | Yeh Hsien-chung           |
| 2023-2025                       | Gary White                |
| 2025-                           | Chen Sing-an              |